# 한국수입육협회
한국수입육협회(KOREA MEAT IMPORT ASSOCIATION)는 회원 상호간 유대와 단합을 통해 회원의 권익이 증진되도록 하고, 관련 기관·단체와의 협력관계 유지로 수입육(쇠고기·돼지고기, 닭고기 및 기타 육류)의 위생·품질 및 안전성 향상을 도모하며, 회원간 긴밀한 정보교류를 통해 수급안정을 기함과 아울러, 수입육의 유통질서가 확립되도록 함으로써 국민경제 발전에 기여함을 목적으로 2008년 12월 24일 설립·허가된 대한민국 농림수산식품부 소관의 사단법인이다. 2013년 12월 대한민국 식품의약품안전처로 소관이 이관되었다. 사무실은 서울특별시 송파구 성내천로 185 앵거스박빌딩 4층으로 이전했다.

## 주요 사업
- 수입육 유통개선에 관한 사업
- 수입육 유통질서 확립을 위한 홍보, 지도사업
- 수입육 관련 국내외 조사․연구․교육․시장개척에 관한 사업
- 정부기관으로부터 위탁받은 사업
- 기타 이 회의 목적달성을 위해 부수되는 사업